# Interstate 79
Pour les articles homonymes, voir I79 et Route 79.
L'Interstate 79 (I-79) est une autoroute de l'Est des États-Unis qui relie l'I-77 à Charleston, Virginie-Occidentale et la PA 5 / PA 290 à Érié, Pennsylvanie. Les régions métropolitaines importantes reliées par l'I-79 incluent Charleston et Morgantown en Virginie-Occidentale ainsi que le Grand Pittsburgh et Érié en Pennsylvanie.
En Virginie-Occidentale, l'I-79 est connue comme la Jennings Randolph Expressway, nommée d'après l'ancien représentant et sénateur de la Virginie-Occidentale. En Pennsylvanie, elle est nommée la Raymond P. Shafer Highway, d'après un gouverneur de la Pennsylvanie.

## Description du tracé
|       | mi     | km     |
| ----- | ------ | ------ |
| WV    | 160,52 | 258,33 |
| PA    | 182,94 | 294,41 |
| Total | 343,46 | 552,75 |

À l'exception du segment le plus au nord, l'I-79 se situe sur le Plateau des Allegheny. Malgré un terrain parfois accidenté, la route est relativement plate. À partir de Sutton, l'I-79 suit généralement le tracé de la US 19.

### Virginie-Occidentale

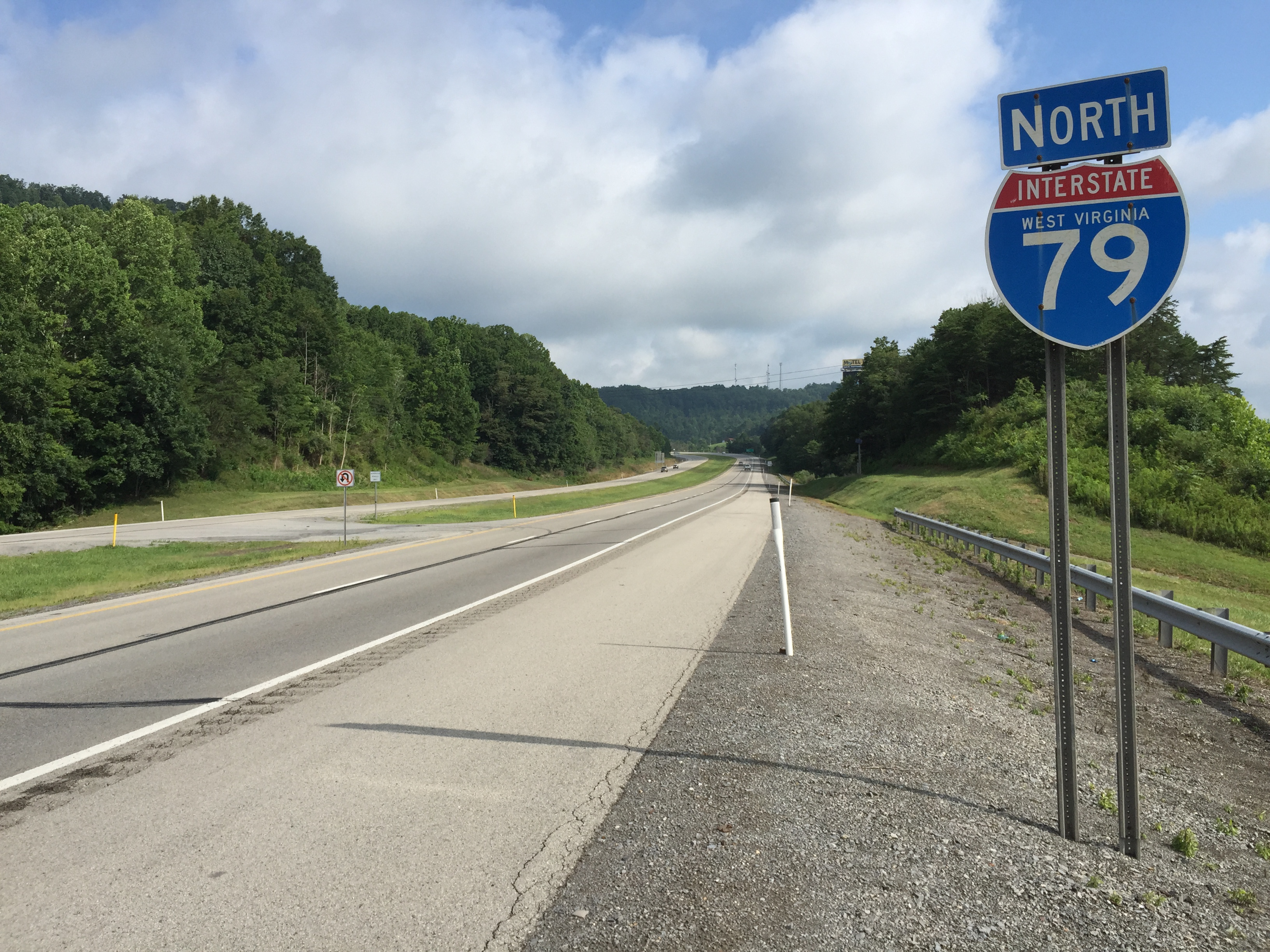
I-79 nord à Flatwoods, Virginie-Occidentale

L'I-79 débute à un échangeur avec l'I-77 sur la rive nord de la Elk River au nord-est de Charleston. Pour les premiers 67 miles (108 km), l'I-79 est située dans le bassin versant de la Elk River, lequel se draine dans la rivière Kanawha. L'autoroute traverse la Elk River deux fois: à Frametown et à Sutton. Elle ne s'éloigne jamais plus de 15 à 20 miles (24 à 32 km) de la rivière.

### Pennsylvanie
L'I-79 entre en Pennsylvanie après avoir quitté la Virginie-Occidentale à Morgantown. Au sud de Washington, l'I-79 traverse le comté de Greene, un comté plutôt rural.
Entre les miles 34 et 38, l'I-79 forme un multiplex avec l'I-70 dans la région de Washington avant de se diriger au nord vers Pittsburgh.
L'I-79 traverse la rivière Ohio sur le Pont Neville Island environ huit miles (13 km) au nord-ouest de Pittsburgh. L'I-79 contourne la ville de Pittsburgh; il faut plutôt emprunter l'I-376 pour aller au centre de la ville. Au-delà de la région de Pittsburgh, l'I-79 traverse d'autres régions rurales dans cinq comtés avant d'arriver à Érié. À cet endroit, l'I-90 offre un lien important vers Buffalo, New York, et la frontière canadienne.

## Liste des sorties

### Virginie-Occidentale
| Interstate 79           |                     |                     |                     |                     |                                                |                                                |
| Comté                   | Municipalité        | mi                  | km                  | Sortie              | Intersections / Destinations                   | Notes                                          |
| Kanawha                 | Charleston          | 0,00                | 0,00                | —                   | I-77 vers I-64 – Parkersburg, Charleston       | Sortie 104 de l'I-77                           |
| Kanawha                 | Charleston          | 1,85                | 2,97                | 1                   | US 119 – Mink Shoals                           |                                                |
| Kanawha                 | Charleston          | 5,05                | 8,12                | 5                   | US 119 – Big Chimney                           |                                                |
| Kanawha                 | Pinch               | 9,47                | 15,25               | 9                   | CR 43 (Frame Road) – Elkview                   |                                                |
| Kanawha                 | Clendenin           | 19,09               | 30,72               | 19                  | US 119 – Clendenin                             |                                                |
| Roane                   | Amma                | 25,28               | 40,69               | 25                  | CR 29 – Amma                                   |                                                |
| Roane                   |                     | 33,74               | 54,30               | 34                  | WV 36 (en) – Wallback, Clay                    |                                                |
| Clay                    |                     | 39,90               | 64,21               | 40                  | WV 16 (en) – Big Otter                         |                                                |
| Braxton                 |                     | 46,10               | 74,19               | 46                  | CR 11 (Servia Road)                            |                                                |
| Braxton                 | Frametown           | 51,57               | 82,99               | 51                  | WV 4 (en) – Frametown                          |                                                |
| Braxton                 |                     | 57,61               | 92,71               | 57                  | US 19 sud – Beckley, Summersville              | Terminus sud du multiplex avec US 19           |
| Braxton                 | Sutton              | 61,47               | 98,92               | 62                  | WV 4 (en) – Sutton, Gassaway                   |                                                |
| Braxton                 | Flatwoods           | 66,97               | 107,77              | 67                  | US 19 nord / WV 15 (en) – Flatwoods            | Terminus nord du multiplex avec US 19          |
| Braxton                 | Burnsville          | 78,91               | 126,99              | 79                  | WV 5 (en) – Burnsville, Glenville              |                                                |
| Gilmer                  | Pas d'intersections | Pas d'intersections | Pas d'intersections | Pas d'intersections | Pas d'intersections                            | Pas d'intersections                            |
| Lewis                   |                     | 90,99               | 146,43              | 91                  | US 19 – Stonewall Resort, Roanoke              |                                                |
| Lewis                   | Weston              | 95,93               | 154,38              | 96                  | CR 30 – Weston sud                             |                                                |
| Lewis                   | Weston              | 98,61               | 158,69              | 99                  | US 33 / US 48 / US 119 – Weston, Buckhannon    |                                                |
| Lewis                   | Jane Lew            | 105,04              | 169,04              | 105                 | CR 7 – Jane Lew                                |                                                |
| Harrison                | Lost Creek          | 109,69              | 176,53              | 110                 | WV 270 (en) – Lost Creek                       |                                                |
| Harrison                | Stonewood           | 115,75              | 186,28              | 115                 | WV 20 (en) – Stonewood, Nutter Fort            |                                                |
| Harrison                | Clarksburg          | 118,13              | 190,11              | 117                 | WV 58 (en) – Anmoore                           |                                                |
| Harrison                | Clarksburg          | 119,63              | 192,53              | 119                 | US 50 – Clarksburg, Bridgeport                 |                                                |
| Harrison                | Bridgeport          | 121,70              | 195,90              | 121                 | CR 24 (Meadowbrook Road)                       |                                                |
| Harrison                | Bridgeport          | 124,34              | 200,11              | 124                 | WV 279 (en) vers US 50 est                     | Accès à l'Aéroport North Central West Virginia |
| Harrison                |                     | 125,36              | 201,75              | 125                 | WV 131 (en) (Saltwell Road) – Shinnston        |                                                |
| Marion                  | White Hall          | 132,09              | 212,57              | 132                 | US 250 – Fairmont, White Hall                  |                                                |
| Marion                  | Fairmont            | 133,36              | 214,62              | 133                 | CR 64/1 (Kingmont Road)                        |                                                |
| Marion                  | Fairmont            | 134,93              | 217,14              | 135                 | CR 64 (Pleasant Valley Road)                   |                                                |
| Marion                  | Fairmont            | 136,01              | 218,88              | 136                 | WV 273 (en) – Centre-ville de Fairmont         |                                                |
| Marion                  | Fairmont            | 136,66              | 219,93              | 137                 | WV 310 (en) (East Park Avenue)                 |                                                |
| Marion                  | Fairmont            | 138,79              | 223,36              | 139                 | CR 33 (Pricketts Creek Road) – Fairmont        |                                                |
| Monongalia              |                     | 145,62              | 234,35              | 146                 | CR 77 (Goshen Road)                            |                                                |
| Monongalia              | Morgantown          | 148,77              | 239,42              | 148                 | I-68 est – Cumberland                          | Terminus ouest de l'I-68                       |
| Monongalia              |                     | 152,50              | 245,43              | 152                 | US 19 – Westover, Morgantown                   |                                                |
| Monongalia              |                     | 153,40              | 246,90              | 153                 | CR 46/7 (University Town Centre Drive)         |                                                |
| Monongalia              |                     | 154,84              | 249,18              | 155                 | WV 7 (en) – Université de Virginie-Occidentale |                                                |
| Ligne Mason-Dixon       | Ligne Mason-Dixon   | 160,52              | 258,33              |                     | I-79 nord – Pittsburgh                         | Continue en Pennsylvanie                       |
| - Terminus de multiplex |                     |                     |                     |                     |                                                |                                                |

### Pennsylvanie
| Interstate 79                                     |                         |                     |                     |                        |                                                                   |                                                                                          |
| Comté                                             | Municipalité            | mi                  | km                  | Sortie                 | Intersections / Destinations                                      | Notes                                                                                    |
| Ligne Mason-Dixon                                 | Ligne Mason-Dixon       | 0,00                | 0,00                |                        | I-79 sud – Morgantown                                             | Continue en Virginie-Occidentale                                                         |
| Greene                                            | Perry Township          | 0,80                | 1,30                | 1                      | Vers US 19 – Mount Morris                                         |                                                                                          |
| Greene                                            | Whiteley Township       | 6,80                | 10,90               | 7                      | Kirby, Garards Fort                                               |                                                                                          |
| Greene                                            | Franklin Township       | 14,00               | 22,50               | 14                     | PA 21 (en) – Masontown, Waynesburg                                |                                                                                          |
| Greene                                            | Washington Township     | 19,40               | 31,20               | 19                     | US 19 / PA 221 (en) – Ruff Creek, Jefferson                       |                                                                                          |
| Washington                                        | West Bethlehem Township | 23,40               | 37,70               | 23                     | Marianna, Prosperity                                              |                                                                                          |
| Washington                                        | Amwell Township         | 30,60               | 49,20               | 30                     | US 19 – Amity, Lone Pine                                          |                                                                                          |
| Washington                                        | Amwell Township         | 32,90               | 52,90               | 33                     | US 40 – Laboratory                                                |                                                                                          |
| Washington                                        | South Strabane Township | 34,40               | 55,40               | 34                     | I-70 est – New Stanton                                            | Terminus sud du multiplex avec I-70; sortie 21 de l'I-70 ouest                           |
| Washington                                        | South Strabane Township | 35,40               | 57,00               | 20                     | PA 136 (en) (Beau Street)                                         |                                                                                          |
| Washington                                        | South Strabane Township | 36,40               | 58,60               | 19                     | US 19 (Murtland Avenue)                                           |                                                                                          |
| Washington                                        | South Strabane Township | 37,90               | 61,00               | 38                     | I-70 ouest – Wheeling                                             | Terminus nord du multiplex avec l'I-70; sortie 18 de l'I-70 est                          |
| Washington                                        | South Strabane Township | 40,30               | 64,90               | 40                     | Meadow Lands                                                      |                                                                                          |
| Washington                                        | South Strabane Township | 41,10               | 66,10               | 41                     | Race Track Road                                                   |                                                                                          |
| Washington                                        | North Strabane Township | 43,40               | 69,80               | 43                     | PA 519 (en) – Eighty Four, Houston                                |                                                                                          |
| Washington                                        | North Strabane Township | 45,50               | 73,20               | 45                     | Vers PA 980 (en) – Canonsburg                                     |                                                                                          |
| Washington                                        | Cecil Township          | 48,20               | 77,60               | 48                     | Southpointe, Hendersonville                                       |                                                                                          |
| Washington                                        | Cecil Township          | 50,20               | 80,80               | 49                     | PA Turnpike 576 (en) ouest – Aéroport international de Pittsburgh | Terminus est de PA 576                                                                   |
| Allegheny                                         | Bridgeville             | 54,60               | 87,90               | 54                     | PA 50 (en) – Bridgeville                                          |                                                                                          |
| Allegheny                                         | South Fayette Township  | 55,20               | 88,80               | 55                     | PA 50 (en) – Heidelberg, Collier Township                         |                                                                                          |
| Allegheny                                         | Scott Township          | 57,40               | 92,40               | 57                     | Carnegie                                                          |                                                                                          |
| Allegheny                                         | Pennsbury Village       | 59,30               | 95,40               | 59                     | I-376 – Pittsburgh, Aéroport international de Pittsburgh          | Indiqué sortie 59A (est) et 59B (ouest); sortie 59 de l'I-376                            |
| Allegheny                                         | Robinson Township       | 60,40               | 97,20               | 60                     | PA 60 (en) – Crafton, Moon Run                                    | Indiqué sortie 60A (sud) et 60B (nord) en direction sud                                  |
| Allegheny                                         | Coraopolis              | 64,10               | 103,20              | 64                     | PA 51 (en) – Coraopolis, McKees Rocks                             | Pas de sortie en direction sud                                                           |
| Allegheny                                         | Rivière Ohio            |                     |                     | Pont de Neville Island | Pont de Neville Island                                            | Pont de Neville Island                                                                   |
| Allegheny                                         | Neville Township        | 64,80               | 104,30              | 65                     | Yellow Belt (en) vers PA 51 (en) – Neville Township               | Terminus sud du multiplex avec Yellow Belt                                               |
| Allegheny                                         | Rivière Ohio            |                     |                     | Pont de Neville Island | Pont de Neville Island                                            | Pont de Neville Island                                                                   |
| Allegheny                                         | Glenfield               | 66,50               | 107,00              | 66                     | PA 65 (en) – Emsworth, Sewickley                                  |                                                                                          |
| Allegheny                                         | Ohio Township           | 68,00               | 109,40              | 68                     | Yellow Belt (en) (Mount Nebo Road)                                | Terminus nord du multiplex avec Yellow Belt                                              |
| Allegheny                                         | Franklin Park           | 72,10               | 116,00              | 72                     | I-279 sud – Pittsburgh                                            | Sortie direction sud, entrée direction nord; terminus nord de l'I-279                    |
| Allegheny                                         | Franklin Park           | 73,30               | 118,00              | 73                     | PA 910 (en) est / Orange Belt (en) – Wexford                      |                                                                                          |
| Allegheny                                         | Marshall Township       | 75,70               | 121,80              | 75                     | Red Belt (en) vers US 19 sud – Warrendale                         | Sortie direction nord, entrée direction sud                                              |
| Allegheny                                         | Marshall Township       | 75,90               | 122,20              | 76                     | US 19 nord – Cranberry                                            | Sortie direction nord, entrée direction sud                                              |
| Butler                                            | Cranberry Township      | 77,20               | 124,20              | 77                     | I-76 / Pennsylvania Turnpike – Harrisburg, Youngstown             | Sortie 28 de l'I-76                                                                      |
| Butler                                            | Cranberry Township      | 78,70               | 126,70              | 78                     | PA 228 (en) – Seven Fields, Mars, Cranberry                       |                                                                                          |
| Butler                                            | Jackson Township        | 83,10               | 133,70              | 83                     | PA 528 (en) – Evans City                                          | Sortie direction nord, entrée direction sud                                              |
| Butler                                            | Jackson Township        | 85,50               | 137,60              | 85                     | Vers PA 528 (en) – Evans City                                     | Sortie direction sud, entrée direction nord                                              |
| Butler                                            | Jackson Township        | 87,30               | 140,50              | 87                     | PA 68 (en) – Zelienople                                           | Sortie direction nord, entrée direction sud                                              |
| Butler                                            | Jackson Township        | 88,70               | 142,70              | 88                     | Vers US 19 / PA 68 (en) – Zelienople                              | Indiqué Little Creek Road en direction nord                                              |
| Butler                                            | Muddy Creek Township    | 95,80               | 154,20              | 96                     | PA 488 (en) – Portersville, Prospect                              |                                                                                          |
| Butler                                            | Muddy Creek Township    | 99,60               | 160,30              | 99                     | US 422 – New Castle, Butler                                       |                                                                                          |
| Butler                                            | Worth Township          | 105,40              | 169,60              | 105                    | PA 108 (en) – Slippery Rock                                       |                                                                                          |
| Lawrence                                          | Pas d'intersections     | Pas d'intersections | Pas d'intersections | Pas d'intersections    | Pas d'intersections                                               | Pas d'intersections                                                                      |
| Mercer                                            | Springfield Township    | 113,70              | 183,00              | 113                    | PA 208 (en) / PA 258 (en) – Grove City                            |                                                                                          |
| Mercer                                            | Findley Township        | 116,50              | 187,50              | 116                    | I-80 – Clarion, Sharon                                            | Indiqué sortie 116A (est) et 116B (ouest); sortie 19 de l'I-80                           |
| Mercer                                            | Jackson Township        | 121,10              | 194,90              | 121                    | US 62 – Mercer, Franklin                                          |                                                                                          |
| Mercer                                            | New Vernon Township     | 130,60              | 210,20              | 130                    | PA 358 (en) – Greenville, Sandy Lake                              |                                                                                          |
| Crawford                                          | Greenwood Township      | 141,50              | 227,70              | 141                    | PA 285 (en) – Geneva, Cochranton                                  |                                                                                          |
| Crawford                                          | Vernon Township         | 147,40              | 237,20              | 147                    | US 6 / US 19 / US 322 – Meadville, Conneaut Lake                  | Indiqué sortie 147A (nord / est) et 147B (sud / ouest)                                   |
| Crawford                                          | Hayfield Township       | 153,90              | 247,70              | 154                    | PA 198 (en) – Conneautville, Saegertown                           |                                                                                          |
| Érié                                              | Washington Township     | 166,50              | 268,00              | 166                    | US 6N – Albion, Edinboro                                          |                                                                                          |
| Érié                                              | McKean Township         | 174,70              | 281,20              | 174                    | McKean                                                            |                                                                                          |
| Érié                                              | McKean Township         | 178,60              | 287,40              | 178                    | I-90 – Buffalo, Cleveland                                         | Indiqué sortie 178A (est) et 178B (ouest); sortie 22 de l'I-90                           |
| Érié                                              | Millcreek Township      | 180,50              | 290,50              | 180                    | Vers US 19 – Kearsarge                                            |                                                                                          |
| Érié                                              | Érié                    | 182,70              | 294,00              | 182                    | US 20 (26th Street)                                               | Accès à l'Aéroport international d'Érié                                                  |
| Érié                                              | Érié                    | 183,60              | 295,50              | 183                    | PA 5 (en) PA 290 (en) est (12th Street)                           | Sortie direction nord, entrée direction sud; indiqué sortie 183A (est) et 183B (ouest)   |
| Érié                                              | Érié                    | 183,80              | 295,80              | —                      | Bayfront Parkway, Lincoln Avenue                                  | Terminus nord de l'I-79; la route continue au-delà Lincoln Avenue comme Bayfront Parkway |
| - Terminus de multiplex - Péage - Accès incomplet |                         |                     |                     |                        |                                                                   |                                                                                          |

## Autoroutes reliées

### Pennsylvanie
- Interstate 279
- Interstate 579